# Rauland
Rauland is een plaats en skigebied in de Noorse gemeente Vinje. Het ligt aan het meer Totak. Rauland telt 1656 inwoners (2007). Rauland was tot 1964 een zelfstandige gemeente. In dat jaar werd het samengevoegd met Vinje, waarbij de fusiegemeent koos voor de naam Vinje.
Dichtbij ligt het meer Møsvatnet en Rjukan.

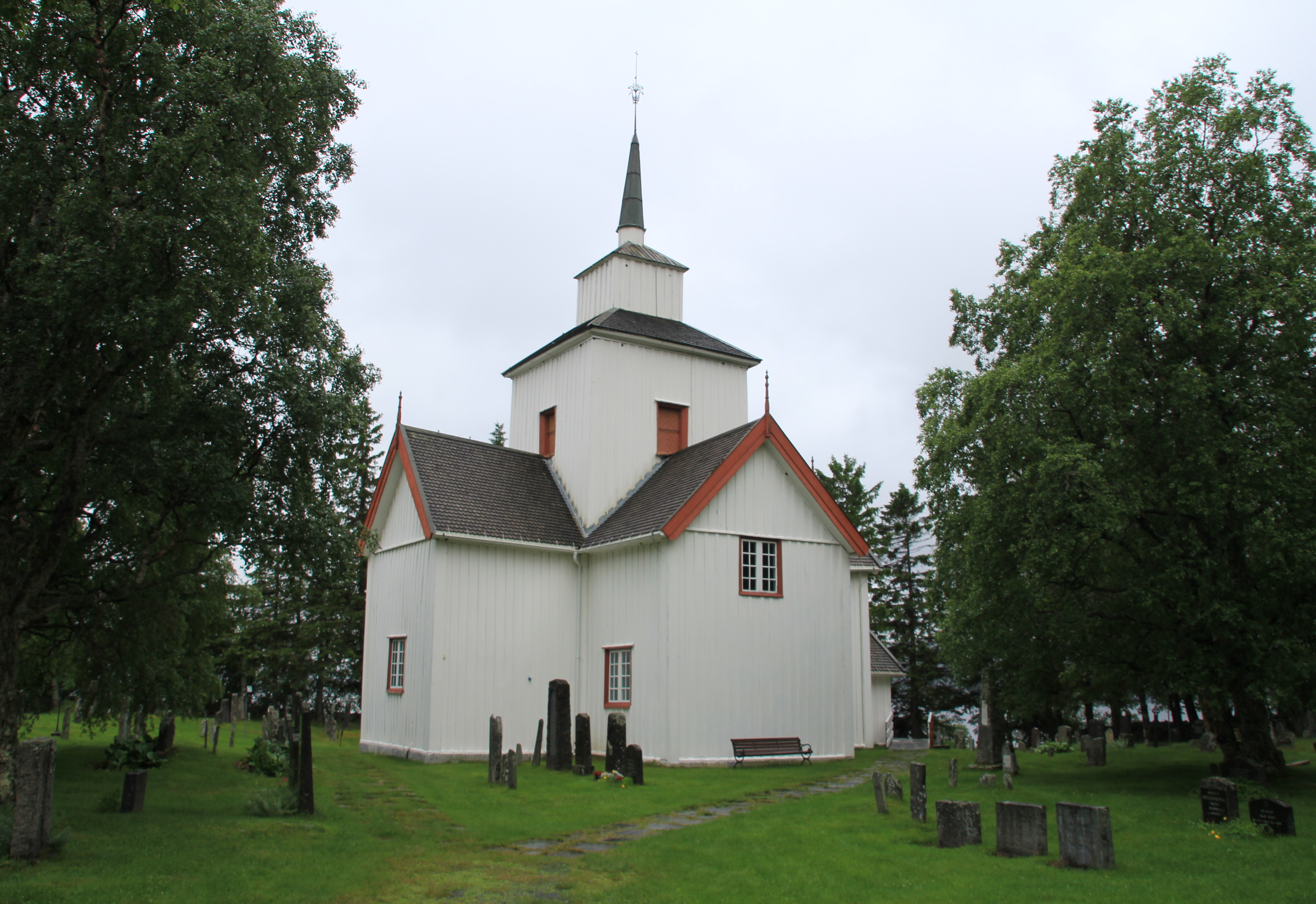
Kerk van Rauland
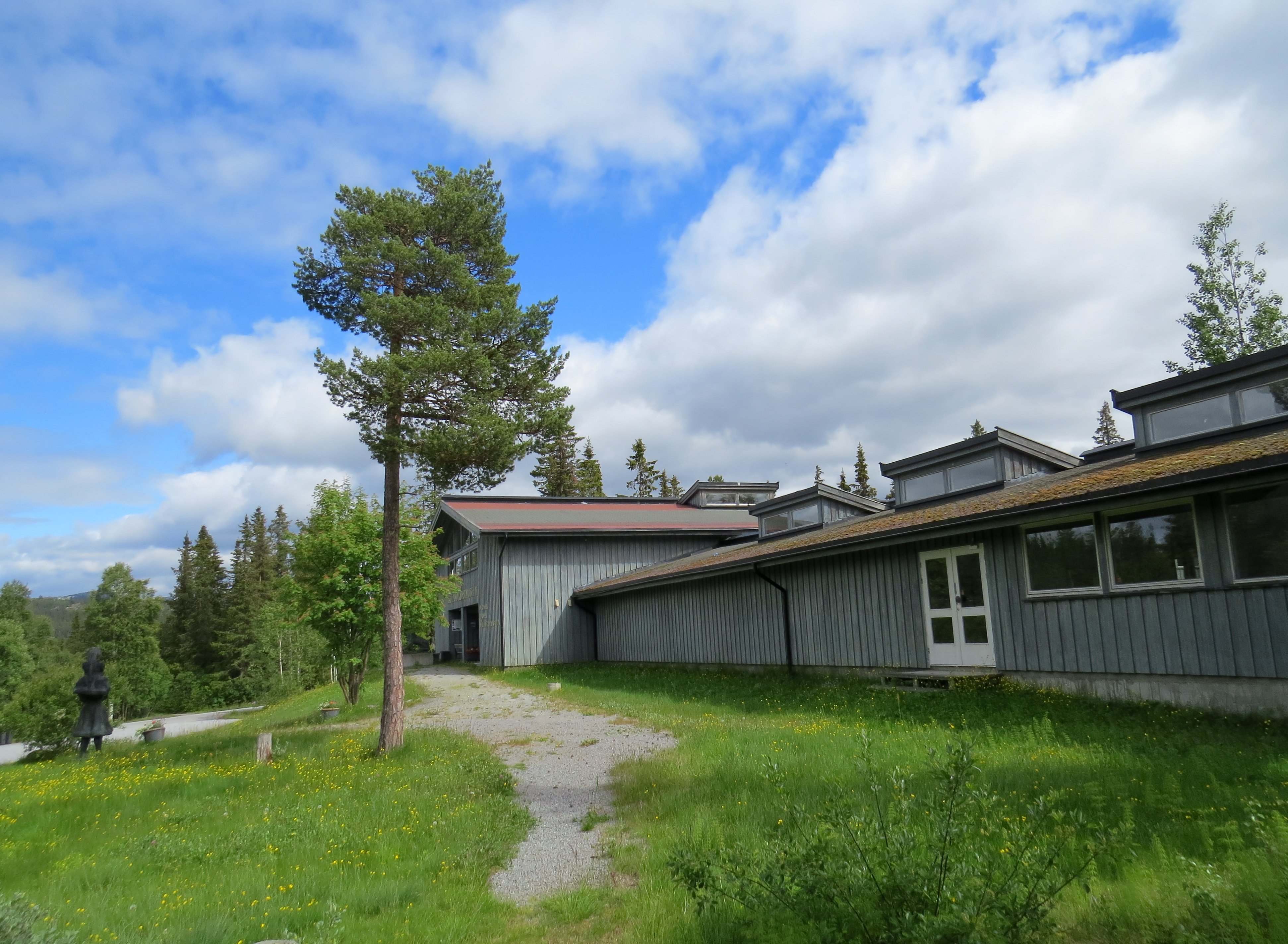
Kunstmuseum van Rauland